# Друштвена неједнакост
Друштвена (социјална) неједнакост настаје када су средства у одређеном друштву неједнако распоређена. Економска неједнакост, обично описана на основу неједнаке дистрибуције дохотка или богатства, јесте највише проучавана врста друштвене неједнакости. Међутим, осим чисто економских ресурса, друштвени и природни ресурси су такође неравномерно распоређени у већини друштава и могу допринети социјалном статусу. Природа неједнакости и политички значај неких од њих (класа, раса, пол, старост, вера..) разликује се од друштва до друштва. Све прогресивне, хуманистичке утопије су на неки начин укидале друштвене неједнакости, а све револуције модерног доба истицале су начело једнакости као битан циљ револуције.

## О развоју идеје о друштвеној неједнакости
За друштвене односе веома је важно како преовлађује мишљење о томе колико су људи међусобно једнаки , односно колики је степен неједнакости у једној држави или у свету природан. Различити облици друштвених неједнакости се успостављају захваљујући томе што већина верује да је то у реду. У време ратничких култура веровало се да је нормално да онај ко је јачи доноси најважније одлуке и добија највеће награде, а понегде је било прихваћено да родитељи убијају женску децу јер не могу бити ратници.
Развој идеје о друштвеној једнакости је битан јер он помаже да људи схвате које су неједнакости урођене, а које друштвено приписане. На овај начин идеја о неједнакости помаже да се превазиђу устаљени односи неједнакости и да чланови друштва буду солидарни једни према другима.

## Преглед
У свим људским друштвима, од најједноставнијих до најсложенијих, постоји нека врста друштвене неједнакости. То посебно важи за моћ и углед, који су неравноправно распоређени међу појединцима и друштвеним групама. Моћ значи степен до кога појединци или групе могу наметнути своју вољу другима, са пристанком тих других или без њега. Углед се односи на количину поштовања или части повезаних с друштвеним положајем, особинама појединца и начином живота. Богатство се односи на материјалну имовину која је дефинисана као вредна у одређеним друштвима. Важно је разликовати друштвене неједнакости од друштвене стратификације. Термин друштвена неједнакост напросто се односи на постојање друштвено створених неједнакости. Друштвена стратификација је посебан облик друштвене неједнакости. Она значи присутност друштвених група које су рангиране једна изнад друге, обично на темељу количине моћи, угледа и богатства које њихови чланови имају. Друштвена неједнакост може постојати и без друштвених слојева.
Старогрчки мислиоци су уочили и на свој начин артикулисали поред осталог и проблем неједнакости људи. Чак и један Хипија, који говори о друштвеном уговору којим људи једни другима намећу вољу и законе различите од природних и божанских закона, не одолева предрасуди старог века коју је отворено формулисао Аристотел: Друштво, то је полис, Богови и њихови закони су само за Грке (не и за варваре), људи, то су слободни грађани (робови су „оруђа која говоре“ која имају само телесну грађу сличну људима).

## Друштвене насупрот природним неједнакостима
Многи стратификацијски системи пропраћени су веровањем да је друштвена неједнакост биолошки утемељена. Таква су уверења честа у системима расне стратификације, где, на пример, белци тврде да су биолошки надмоћнији у односу на црнце и то схватају као основу за своју превласт. Показало се веома тешким наћи одговор на питање између биолошки утемељене и друштвено створене неједнакости. Француски филозоф Жан Жак Русо један је од првих који је подробније разматрао то питање. Он је сматрао да је биолошка неједнакост неутемељена, док друштвено створена неједнакост чини главни основ система друштвене стратификације.
Међутим, и даље се може доказивати да биолошке неједнакости, ма како мале, творе темеље на којима се подиже зграда друштвене неједнакости. Најпознатија теорија која заступа ово становиште је Теорија силе. Професор социологије у Бечу, Лудвинг Гумплович, под утицајем дарвинистичке тезе о борби врста за опстанак као основном природном закону, формулише аналогију да је борба раса основа поделе друштва на класе. Он инсистира на томе да различите друштвене групе имају разнолико генетско порекло. Због тога између њих постоје урођени(биолошки) антагонизми. Као највиши облик друштвености, држава настаје из сукоба биолошки и социјално различитих, међусобно супротстављених друштвених група. Наметањем јаких у модерном добу ствара се хомогена национална држава. Отуда се, према Гумпловичу, етичке групе обично претварају у одређене сталешке и класне слојеве, све да би се у новом контексту сукобљавали виши и нижи.
Гумпловичева теорија силе расистички је злоупотребљавана(нарочито у фашистичкој идеологији). У САД, црни Американци који чине 12% становништва, традиционално чине један посебан друштвени слој на дну стратификацијског система. Разлог за то је „генетска инфериорност“ црнаца. Посебно се истиче како су црнци инфериорни у односу на белце по интелигенцији.
Већина социолога ће ипак тврдити како системи расне неједнакости почивају на друштвеним, а не биолошким темељима. Они ће доказивати како је дискриминација против црнаца, коју омогућује власт доминантног слоја, разлог систему расне стратификације у САД. Црнци су стога искључени из занимања вишега статуса због недостатка моћи, а не због особености својих гена.

## Теоријски приступи
Међу теоријским приступима који друштвене неједнакости објашњавају друштвеним чиниоцима у савременој социолошкој теорији оформила су се два основна теоријска модела: Класно-конфликтна и функционалистичко-стратификацијска парадигма.

### Класно-конфликтни модел
Овај модел се темељи на класичним марксистичким претпоставкама да се природне разлике претварају у друштвене неједнакости онда када се услед присвајања вишка вредности ствара монопол на њега у виду приватне својине, чиме се успостављају антагонистичке класе као делови једног у основи поцепаног друштва.
Класа је друштвена група чији су чланови уједињени једнаким односом према производним снагама. Јављају се у периоду распадања првобитне људске заједнице, дакле у одређеном стадијуму историјског развитка. Њихову појаву условили су: пораст производних снага, проширење друштвене поделе рада, нагомилавање богатства и успостављање приватне својине. Онога тренутка када је човек почео да производи више него што му је било потребно да задовољи своје потребе, јавио се вишак производа, али и потенцијална могућност да тај вишак неко присваја. Временом почињу да се раздвајају имућније породице и тако настаје „Родовска аристократија”. Тиме су се створили услови за настанак првог класног друштва, робовласништва.
Маркс је за своје полазиште узимао класну борбу као основни друштвени конфликт. Од степена антагонизама између производних снага и односа у производњи зависи стабилност целокупне друштвене структуре. По том гледишту, у капиталистичком систему владајућа класа власника-буржоазија влада класом робова наднице -пролетаријат, и израбљује је. Између њих постоји стални сукоб – класна борба, преко које се освешћују различити класни интереси, што даље узрокује и одговарајућу политичку организованост. Класа пролетера из неосвешћеног „стања по себи“ прелази у активну самосну целину „за себе“, која властити интерес поопштава на ниво општељудског интереса за слободом и равноправношћу. На тај начин се стварају претпоставке за свеобухватну револуцију, преко које грађанско (модерно) друштво коначно остварује властите претпоставке оличене у идејама водиљама Француске револуције: једнакост, слобода и братство. Маркс нигде није изложио целовиту теорију класа, али је зато у скоро свим његовим радовима присутна мисао о проблемима класа и класне борбе.

### Функционалистичко-стратификацијски модел
Овај модел полази од органске визије друштва као непротивуречног функционалног система у којем сваки део обавља своју улогу у техничкој подели рада на начин који одговара стабилности и хармоничном функционисању система; на основу значаја улоге за систем они који ту улогу на задовољавајући начин обављају биће награђени одговарајућим друштвеним положајем. Такав модел се заснива на претпоставци да је економско - власнички критеријум изгубио своју вредност и да Марксову теорију треба заменити функционалистичком. Кључни појмови овог модела су положај и улоге, који људи обављају. Друштвена улога се најчешће дефинише као очекивано понашање, а положај је ранг који група приписује улози или низу улога. Увођењем ових критеријума, целокупна стратификација често добија субјективну улогу.
Талкот Парсонс верује да се ред, стабилност и сарадња у друштву темеље на вредносном консензусу, тј. на општем споразуму припадника друштва о томе шта је добро и вредно. Из заједничких вредности изводе се и заједнички циљеви. Тако сваки појединац и/или део система има одређену улогу(делатност, понашање) која се од њега очекује. Макс Вебер класе ситуира у сферу материјалне производње и сматра их групама које чине да они појединци који у овој сфери деле исту судбину. Класа је основа за колективно деловање и условљена је животним могућностима. Говорећи о слојевитости, Вебер разликује три стратификациона подручја: економско, социјално и политичко. Класе и економска моћ одговарају првом стратуму. Статусна група одговара социјалном, а организовање у политичке партије политичком подручју. Он сматра, а ту је близак Марксу, да су класе економске категорије. Статусне групе се диференцирају према свести о истоветности положаја, погледа и стила живота. Политичке партије Вебер види у сфери друштвене моћи. Оне су посебне у односу на класну и статусну групу, мада могу бити и често су, њима условљене.

## Врсте неједнакости
Постоји велики број друштвено дефинисаних карактеристика појединаца који доприносе социјалном статусу и, према томе, једнакости или неједнакости у друштву. Значајне неједнакости у приходима и богатству се налазе када се упореде посебне друштвено дефинисане категорије људи. Најприсутније неједнакости су неједнакости између су полова, раса и етничке припадности.

### Расна/етничка неједнакост
Расна или етничка неједнакост настаје као резултат хијерархијских друштвених разлика између расних и етничких категорија у друштву, често заснованих на основу карактеристика као што су боја коже и других физичких карактеристика или места порекла појединца или културе. Расне и етничке поделе значајно су обележје великог броја савремених друштава.
Прве отворено расистичке теорије настале су у деветнаестом веку као подршка европском империјализму. У делима, попут Гобиновог Огледа о неједнакости људских раса и Чемберленове Основе деветнаестог века, начињен је покушај да се пружи псеудонично оправдање доминације „беле“ расе Европе и Северне Америке над „црним“ и „жутим“ народима Африке и Азије. Антисемитске политичке партије и покрети појављивали су се на крају деветнаестог века у Немачкој, Аустрији и Русији. Најгротескнији израз овог вида расизма у двадесетом веку био је немачки нацизам, који је коначним решењем покушао да спроведе истребљење европских Јевреја. Апартхејд у Јужној Африци је значио строгу поделу на белце и остало становништво. Веома различити облици расне или етничке политике настали су као последица борбе против колонијализма и уопште као резултат расне дискриминације и маргинализације.
Током шездесетих година двадесетог века у САД је истовремено дошло до појаве покрета за грађанска права, под вођством Мартина Лутера Кинга, који је користио ненасилан протест, и милитантног покрета Црна снага који је заступао револуционарну борбу, а у случају Малкома Икса и Црних муслимана, и расну сегрегацију.
У Сједињеним Америчким Државама, истраживање показује да је масовно затварање модеран инструмент државе да наметне неједнакост, репресију и дискриминацију над Афричким Американцима Рат против дроге је кампања са различитим ефектима, обезбеђујући константно затварање сиромашних, угрожених и маргинализованих група у Северној Америци. Преко милиона афричких Американца је затворено у САД, од којих су многи су осуђени за поседовање дроге.
Покушај успостављања етничког и расног склада сада се обично јавља у облику идеје о мултикултуралности.

### Родна неједнакост
Пол је друштвена творевина заснована на стереотипима о женском и мушком понашању. Друштвене поделе које се заснивају на припадности полу, традиционално су привлачиле мању пажњу од подела у друштвеној класи. Без обзира на мере које су крајем шездесетих година преузете ради смањења неједнакости међу половима, према процени УН, жене у свету раде 66% радног времена, зарађују око 10% светског прихода и поседују само 1% својине.
У традиционалнијим друштвима, као што је Јапан, још увек моћна неформална правила приморавају жене да напусте с своје послове и да се врате својим кућама када се удају, затрудне, или напуне тридесет година. У исламским државама од жена се захтева да носе вео и поштују остала правила облачења. Понекад се стављају у присилну изолацију, а могу да буду изопштене и из политичког живота. 
Док је први талас Либерално феминистичке иницијативе подигао свест о недостатку основних права и слобода на које жене имају приступ, други талас феминизма истакао је структурне снаге које се налазе у основи родно заснованог насиља.
Исланд је земља са најмањим јазом међу половима. Највећа неједнакост међу половима присутна је у земљама Блиског истока и неким северноафричким земљама. Ипак, има изузетака, као што су Уједињени Арапски Емирати, у којима већи број жена него мушкараца има диплому неког универзитета. Са друге стране, у Јемену је веома мали број жена које се школују.